# Oxytropis dinarica
Oxytropis dinarica är en ärtväxtart som först beskrevs av Svante Samuel Murbeck, och fick sitt nu gällande namn av Richard von Wettstein. Oxytropis dinarica ingår i släktet klovedlar, och familjen ärtväxter.

## Underarter
Arten delas in i följande underarter:
- O. d. dinarica
- O. d. velebitica
- O. d. weberi